# Diocesi di Trebigne e Marcana

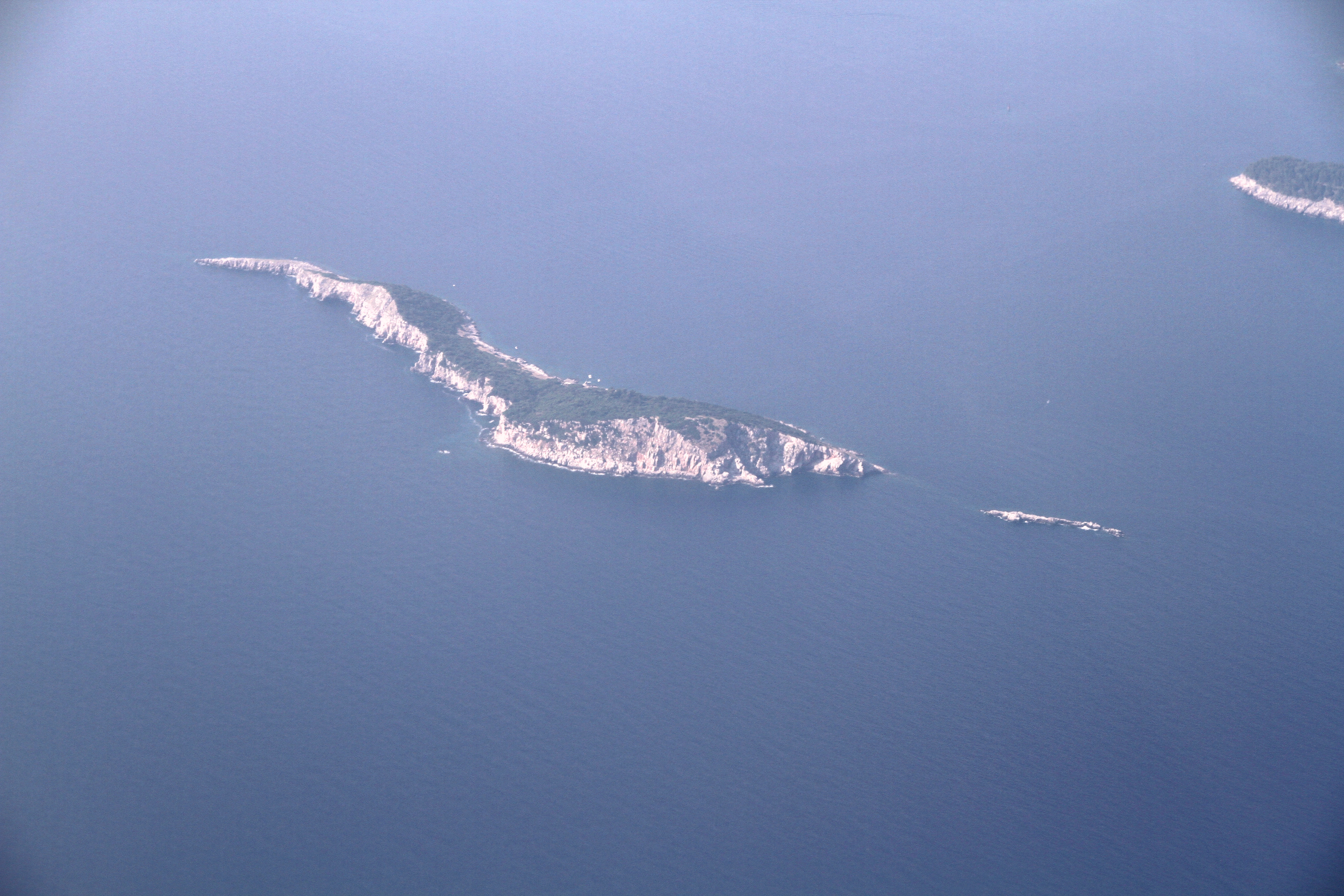
Vista aerea dell'isola di Marcana.

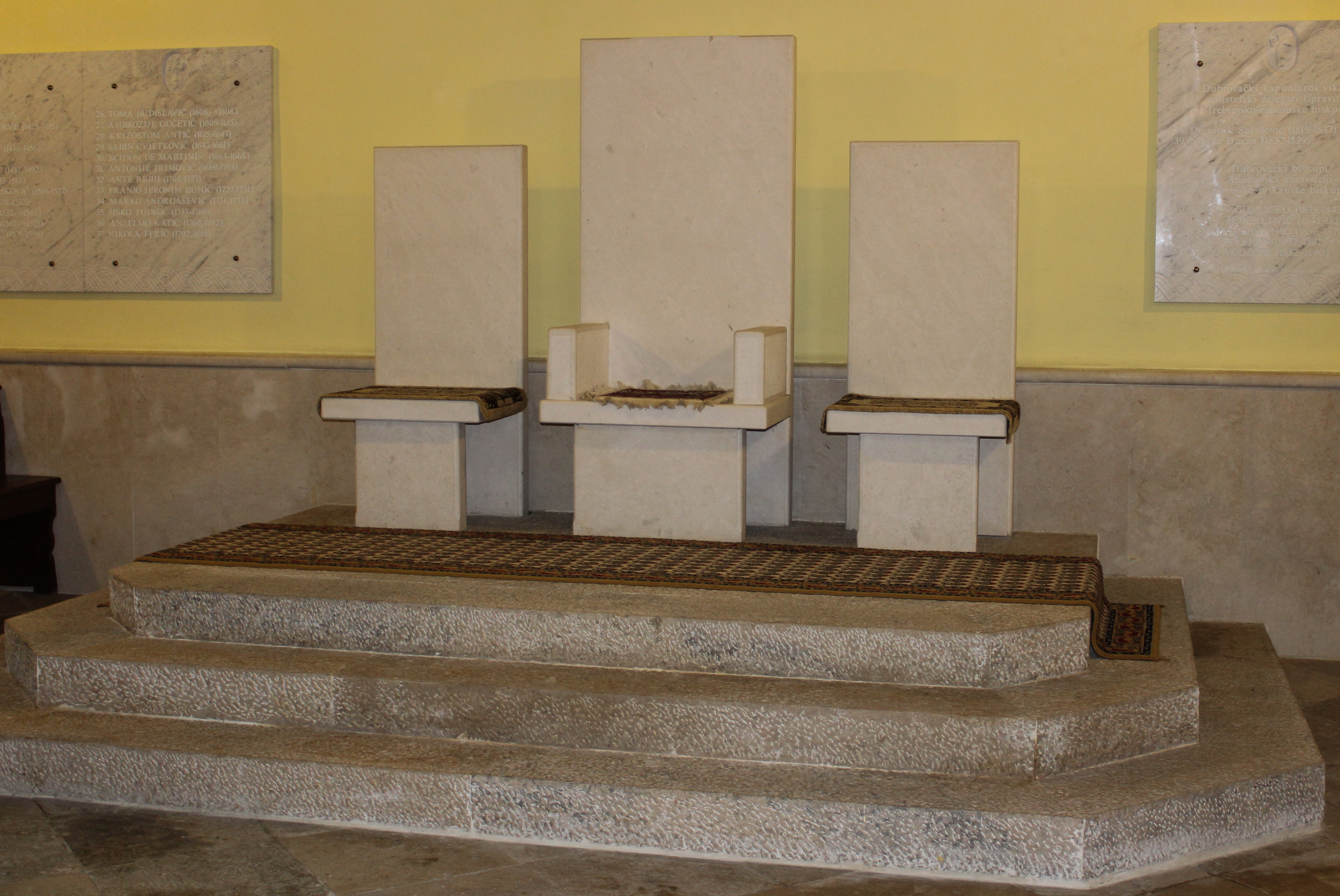
La cattedra dei vescovi di Trebigne e Marcana.

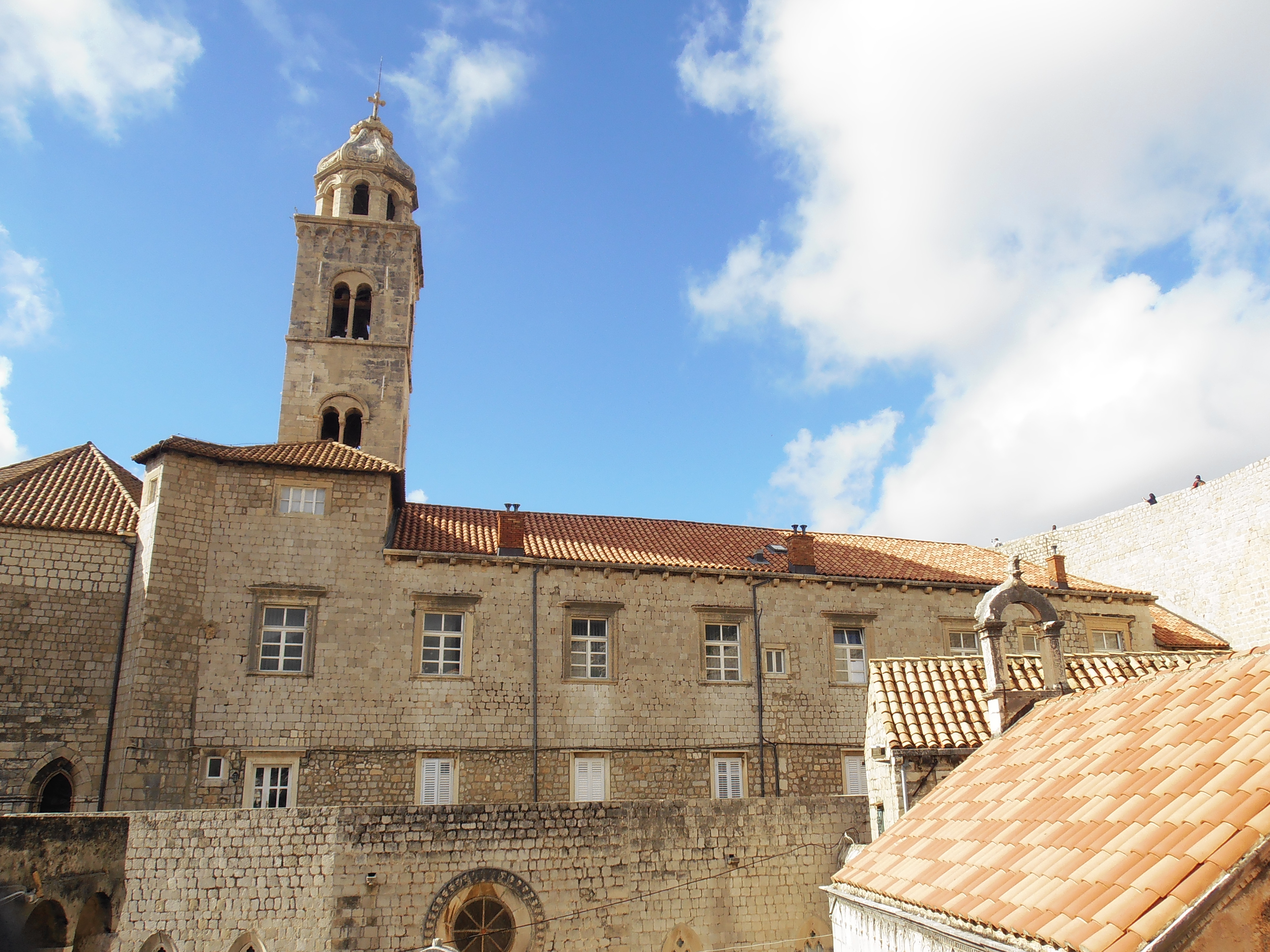
Il monastero dei domenicani di Dubrovnik, dove sono sepolti diversi vescovi di Trebigne e Marcana.

La diocesi di Trebigne e Marcana (in latino Dioecesis Tribuniensis et Marcanensis) è una sede della Chiesa cattolica in Bosnia ed Erzegovina suffraganea dell'arcidiocesi di Sarajevo. È retta dall'amministratore apostolico Petar Palić.

## Territorio
La diocesi comprende la parte meridionale dell'Erzegovina. La diocesi di Marcana si estendeva originariamente su un gruppo di cinque isole disabitate del mare Adriatico, fra cui l'isola omonima; tutte, compresa la stessa Marcana, si trovano oggi fuori dal territorio diocesano, nella diocesi di Ragusa, in Croazia.
Sede vescovile è la città di Trebigne, dove si trova la cattedrale della Natività di Maria.
Il territorio è suddiviso in 15 parrocchie, raggruppate in due decanati, Trebigne e Stolac.

## Storia
La diocesi di Trebigne fu eretta presumibilmente nella seconda metà del X secolo. La prima menzione della sua esistenza è contenuta nella bolla di papa Benedetto VIII del 1022, nella quale, tra le varie diocesi suffraganee di Ragusa, è menzionata anche quella di Trebigne.
Le leggende e le tradizioni locali pongono come primo vescovo un tale Giovanni, attribuito alla metà del IX secolo. Il primo vescovo documentato storicamente è Costantino, il cui nome sarebbe contenuto in una bolla papale del 1142.
Nel contesto delle lotte per il predominio metropolitico sulla costa dalmata, nel 1061 Trebigne divenne suffraganea dell'arcidiocesi di Antivari, ma verso la fine dello stesso secolo ritornò a far parte della provincia ecclesiastica di Ragusa.
Verso la metà del XIII secolo, il re Stefano Uroš I di Rascia occupò la città e la regione di Trebigne, costringendo il vescovo Salvio alla fuga. Questi si rifugiò a Ragusa e nel 1276 fu nominato arcivescovo di questa città. È presumibile che la sede di Trebigne rimase vacante per diverso tempo, per l'impossibilità dei vescovi di risiedervi.
In questo contesto, i vescovi trasferirono la loro sede a Marcana, isolotto di 0,197 km², situato lungo la costa adriatica 18 km a sud-est di Ragusa, di fronte alla cittadina di Ragusa Vecchia, allora sede del monastero benedettino di San Michele. Nel sinodo di Ragusa del 1322 è menzionato Nicola, episcopus Marchane; lo stesso vescovo fece testamento nel 1326, e in questo documento è menzionato con il duplice titolo di "vescovo di Trebigne e Marcana"; secondo il necrologio dei francescani di Ragusa, Nicola sarebbe morto nel 1333 o nel 1336.
Nicola è il primo vescovo noto che porta il duplice titolo di Trebigne e di Marcana. Per alcuni autori si tratterebbe di un semplice trasferimento di sede vescovile, per di più in un territorio, quello di Marcana, che faceva parte dell'arcidiocesi di Ragusa, e che apparteneva alla famiglia ragusea dei Theophilis. Per altri autori invece Marcana, con le isole di Bobara e San Pietro, sarebbe una nuova diocesi, eretta e contestualmente unita a quella di Trebigne; questo si troverebbe, per esempio, in un documento del 1425, nel quale il vescovo Domenico da Ragusa è indicato come electus episcopus Tribuniensis et Mercaniensis unitarum.
La residenza ufficiale dei vescovi era nel monastero benedettino di San Michele di Marcana, ma di fatto risiedevano altrove, spesso a Ragusa, dove avevano un loro palazzo vescovile. In genere, i vescovi del XIV secolo sono considerati vescovi titolari.
I fedeli cattolici rimasti nella diocesi di Trebigne furono affidati in amministrazione ai vescovi di Cattaro. La prima attestazione, in un documento pontificio, del titolo di Marcana è in una bolla di papa Urbano VI del 1385/1387. Ma fu solo con papa Pio II, il 18 aprile 1464, che i due titoli di Trebigne e Marcana furono ufficialmente uniti.
Fino al 1432, furono gli arcivescovi di Ragusa a nominare i vescovi di Trebigne e Marcana; da questa data e fino al 1808 il diritto di presentazione dei vescovi fu concesso al senato della repubblica di Ragusa.
A partire dal XVI secolo e dopo il concilio di Trento, i vescovi cominciarono a risiedere con più frequenza nella loro diocesi, nel monastero sull'isola di Marcana. A partire da questo periodo i vescovi inviarono regolarmente alla Santa Sede delle relazioni sullo stato della diocesi. La residenza vescovile e la chiesa di San Michele a Marcana furono restaurati dal vescovo Crisostomo Antichi (1615-1647).
Nel XVII secolo, a causa dell'insicurezza dell'isola di Marcana per le frequenti incursioni dei pirati, i vescovi preferirono risiedere a Ragusa; per questo motivo, nelle bolle di nomina, la Santa Sede inserì l'obbligo per i vescovi di risiedere nella loro diocesi. Probabilmente non sempre quest'obbligo fu osservato; tuttavia, sono note diverse ordinazioni sacerdotali celebrate dai vescovi nella chiesa di Marcana ancora alla fine del secolo.
Nella sua relazione inviata alla Santa Sede nel 1733, l'amministratore apostolico Marko Andrijašević descrive nel dettaglio lo stato della diocesi; secondo questo rapporto in quel momento la diocesi comprendeva 4 parrocchie, a Dubrave, Gradac, Trebigne e Ravno, con 386 famiglie cattoliche e 3.573 fedeli.
L'ultimo vescovo nominato per Trebigne e Marcana è stato Nikolaj Ferrich. Dopo la sua morte la sede rimase vacante per vent'anni, finché il 30 settembre 1839 papa Gregorio XVI con la bolla Apostolici muneris affidò la diocesi in amministrazione perpetua ai vescovi di Ragusa.
Nel 1858 la diocesi si estendeva su una superficie di 3.861 km² ed aveva circa 8.560 cattolici.
Il 5 luglio 1881, con la bolla Ex hac augusta di papa Leone XIII, la diocesi entrò a far parte della neoeretta provincia ecclesiastica di Sarajevo, pur rimanendo amministrata dai vescovi di Ragusa, donec aliter provideatur.
Secondo lo Schematismus della Custodia francescana dell'Erzegovina, nel 1889 la diocesi comprendeva 7 parrocchie, di cui una, Glavatičevo, affidata ai francescani, e le altre, Stoca, Ljubinje, Trebigne, Bileća, Gacko e Nevesinje, al clero secolare.
L'8 luglio 1890, in forza della bolla Paterna illa dello stesso Leone XIII, la diocesi di Trebigne e Marcana fu data in amministrazione perpetua ai vescovi di Mostar-Duvno.
Nel 1892 l'amministratore apostolico Paškal Buconjić divise la diocesi, che comprendeva allora oltre 13 mila fedeli, in due decanati, Trebigne e Stolac. Nel 1939 sono censiti oltre 25 mila fedeli.
Nel 1984, su richiesta dell'amministratore Pavao Žanić, la chiesa della Natività di Maria a Trebigne è stata elevata al rango di cattedrale della diocesi.

## Cronotassi dei vescovi
Si omettono i periodi di sede vacante non superiori ai 2 anni o non storicamente accertati.

### Vescovi di Trebigne
- Costantino † (menzionato nel 1142 e 1154 ?)[9]
- Anonimo † (? - 23 maggio 1250 deceduto)
- Salvio † (prima del 1268 - 5 dicembre 1276 nominato arcivescovo di Ragusa)

### Vescovi di Trebigne e Marcana
- Niccolò, O.F.M. † (prima del 1322 - 1333 o 1336 deceduto)[12]
- Bonifacio † (? - 6 febbraio 1344 nominato vescovo di Sebenico)
- Giovanni de Mobili, O.Cist. † (20 giugno 1345 - ? deceduto)
- Giovanni de Rupella, O.Carm. † (18 maggio 1349 - 13 maggio 1351 nominato vescovo di Potenza)
- Matthias Hohenmaut, O.Cist. † (31 luglio 1355 - ? deceduto)
- Dessa (o Elia), O.F.M. † (1361 - 1370 deceduto)[31]
- Nikolaus von Paden, O.E.S.A. † (29 ottobre 1371 - ?)[32]
- Johannes †
- Jacobus † (11 luglio 1391 - ?)
- Joannes Masdrach, O.P. † (17 dicembre 1417 - ? deceduto)
- Domenico da Ragusa, O.P. † (4 luglio 1425 - ? deceduto)
- Michele Natale † (6 agosto 1436 - ? deceduto)
- Biagio, O.P. † (20 ottobre 1464 - ?)
- Donato de Giorgi, O.P. † (17 dicembre 1481 - ? deceduto)
- Giorgio, O.S.B. † (19 luglio 1493 - 1513 deceduto)
- Agostino de Nabe, O.P. † (6 marzo 1514 - ? deceduto)
- Francesco Pozzo, O.P. † (28 febbraio 1528 - ? deceduto)
- Tommaso Cervino, O.P. † (16 novembre 1532 - 2 dicembre 1541 nominato vescovo di Stagno)
- Giacomo Luccari, O.F.M. † (20 luglio 1563 - ? deceduto)
- Simeone Metis † (3 ottobre 1575 - ? deceduto)
- Tommaso Nadal † (25 ottobre 1606 - ? deceduto)
- Ambrogio Gozzeo † (15 giugno 1609 - 23 marzo 1615 nominato vescovo di Stagno)
- Crisostomo Antichi † (2 o 16 dicembre 1615 - ? deceduto)
- Savino Florian, O.F.M. † (16 settembre 1647 - dicembre 1661 deceduto)
- Scipione de Martinis † (9 aprile 1663 - 31 dicembre 1668 dimesso)
- Antonio Primi, O.F.M. † (15 luglio 1669 - 1702 deceduto)
- Antonio Righi † (16 luglio 1703 - 12 febbraio 1727 dimesso)
- Francesco Girolamo Bona † (17 marzo 1727 - 18 luglio 1731 nominato arcivescovo titolare di Cartagine)[33]
- Sigismondo Tudisi † (2 settembre 1733 - 15 giugno 1760 deceduto)
- Anselmo Cattich, O.F.M. † (15 dicembre 1760 - 24 gennaio 1792 deceduto)
- Nikolaj Ferrich † (26 marzo 1792 - 30 maggio 1819 deceduto)
  - Sede vacante (1819-1839)
  - Sede amministrata dai vescovi di Ragusa (1839-1890)
  - Sede amministrata dai vescovi di Mostar-Duvno dal 1890

## Statistiche
Negli Annuari Pontifici i dati statistici della diocesi di Trebigne e Marcana sono uniti a quelli della diocesi di Mostar-Duvno. Secondo l'Annuario Pontificio del 2024, su una popolazione di 452.320 persone le due diocesi contavano 185.870 battezzati, corrispondenti al 41,1% del totale.
| anno | popolazione | popolazione | popolazione | presbiteri | presbiteri | presbiteri | presbiteri                | diaconi | religiosi | religiosi | parrocchie |
| anno | battezzati  | totale      | %           | numero     | secolari   | regolari   | battezzati per presbitero | diaconi | uomini    | donne     | parrocchie |
| ---- | ----------- | ----------- | ----------- | ---------- | ---------- | ---------- | ------------------------- | ------- | --------- | --------- | ---------- |
| 1950 | 180.000     | 300.000     | 60,0        | 76         | 16         | 60         | 2.368                     |         | 60        | 40        | 60         |
| 1970 | 202.376     | 495.000     | 40,9        | 141        | 38         | 103        | 1.435                     |         | 156       | 130       | 66         |
| 1980 | 201.600     | 464.346     | 43,4        | 199        | 53         | 146        | 1.013                     |         | 172       | 164       | 74         |
| 1990 | 208.000     | 502.000     | 41,4        | 189        | 62         | 127        | 1.100                     |         | 164       | 189       | 77         |
| 1999 | 191.998     | 481.445     | 39,9        | 167        | 53         | 114        | 1.149                     | 1       | 145       | 188       | 81         |
| 2000 | 193.908     | 481.445     | 40,3        | 168        | 53         | 115        | 1.154                     | 1       | 134       | 178       | 81         |
| 2001 | 194.344     | 481.445     | 40,4        | 168        | 54         | 114        | 1.156                     | 1       | 134       | 173       | 81         |
| 2002 | 197.872     | 481.445     | 41,1        | 177        | 72         | 105        | 1.117                     |         | 124       | 184       | 81         |
| 2003 | 203.805     | 481.448     | 42,3        | 163        | 53         | 110        | 1.250                     | 1       | 133       | 171       | 81         |
| 2004 | 208.226     | 481.445     | 43,3        | 229        | 103        | 126        | 909                       | 1       | 146       | 171       | 81         |
| 2013 | 211.600     | 481.400     | 44,0        | 186        | 72         | 114        | 1.137                     |         | 142       | 199       | 82         |
| 2016 | 197.656     | 454.505     | 43,5        | 188        | 73         | 115        | 1.051                     |         | 162       | 194       | 82         |
| 2019 | 189.933     | 454.000     | 41,8        | 186        | 71         | 115        | 1.021                     |         | 173       | 191       | 82         |
| 2021 | 188.903     | 456.155     | 41,4        | 189        | 72         | 117        | 999                       |         | 158       | 192       | 82         |
| 2023 | 185.870     | 452.320     | 41,1        | 186        | 73         | 113        | 999                       |         | 145       | 181       | 82         |